# Irmina z Oeren
Irmina z Oeren, także Irma, Ermina, Hermione, Ymena, z Trewiru (ur. ?, zm. 24 grudnia, po 704, a przed 710) – benedyktynka frankijska, uznana za świętą przez Kościół katolicki.

## Życiorys
Według pochodzącej ze średniowiecza legendy Irmina miała być córką Dagoberta II, króla frankijskiego z dynastii Merowingów, oraz stracić narzeczonego na dzień przed ślubem i wówczas wstąpić do zakonu benedyktynek. Faktycznie jednak pochodziła z możnej rodziny z Austrazji, a pewności co do tego, kto był jej ojcem (na pewno nie Dagobert), nie ma.
Jej mężem był seneszal Hugobert. Z małżeństwa tego pochodziły m.in.:
- św. Plektruda – żona frankijskiego majordoma z rodu Karolingów Pepina Średniego,
- św. Adela – babka Grzegorza z Utrechtu,
- Bertrada – matka Heryberta, babka Bertrady, prababka Karola Wielkiego.

Po śmierci męża Irmina wstąpiła do zakonu Trierer Klosters St. Marien i została ksienią (650) w klasztorze Oeren (Öhren lub Horreum) w Trewirze (później nazywanym jej imieniem). W 697 lub 698 podarowała św. Wilibrordowi odziedziczone przez siebie po rodzicach ziemie nad rzeką Sûre, gdzie ten założył opactwo Echternach (położone obecnie w Luksemburgu). Żyła jeszcze w 704 roku, gdy czyniła nowe nadania temu opactwu (znanych jest dzisiaj pięć takich dokumentów, stąd Irmina jest niekiedy traktowana jako współzałożycielka opactwa), natomiast zmarła na pewno nie później niż w 710, gdy wspominana jest w źródłach nowa przełożona klasztoru. Pochowana została w klasztorze, a część jej relikwii znajduje się w Wissembourgu w Alzacji.

## Kult
Jej wspomnienie liturgiczne obchodzone jest 24 grudnia obok jej córki św. Adeli.
W diecezji trewirskiej i Luksemburgu święto obchodzone jest 3 stycznia.
W ikonografii przedstawiana jest w stroju mniszym lub książęcym. Jej atrybuty to anioły (dwa anioły zgodnie z tradycją pojawiły się w chwili jej śmierci) a także korona nawiązująca do jej pochodzenia, krzyż i księga nawiązujące do wyboru drogi życiowej, model kościoła przypominający o ufundowanych opactwach, dawanie jałmużny.